# Огинский, Станислав Ежи
Князь Станислав Ежи Огинский (пол. Stanisław Jerzy Ogiński; 1710 — 14 июня 1748) — государственный и военный деятель Великого княжества Литовского, каштелян мстиславский (1738—1740) и витебский (1740—1748), староста мерецкий, жуковский и вербовский, сенатор Речи Посполитой.

## Биография
Представитель старшей линии княжеского рода Огинских, сын воеводы витебского, князя Мартиана Михаила Огинского и Терезы Бжостовской.
Его родными братьями с сёстрами были:
- Игнацы Огинский (ок. 1698—1775), маршалок великий литовский и каштелян виленский
- Франтишек Ксаверий Огинский (ум. после 1750), иезуит, ректор коллегиума в Вильне, Витебске и Минске
- Тадеуш Франтишек Огинский (1711—1783), каштелян и воевода трокский
- Казимир Игнацы Огинский (ум. после 1769), староста бабиновский
- Барбара Огинская (ум. ок. 1725), жена с 1715 года каштеляна полоцкого Кшиштофа Констанция Паца (ум. 1725)
- Анна Огинская, жена старосты керновского Матеуша Бялозора
- Марциана Огинская (1713—1766), жена с 1723 года воеводы волынского Михаила Потоцкого (ок. 1660—1749)
- Бенедикта Огинская (ум. 1748), жена с 1736 года воеводы смоленского Юзефа Скумина-Тышкевича (1716—1790)

Сторонник избрания в 1733 году королём польским и великим князем литовским Станислава Лещинского.
В 1742 году награждён Орденом Белого орла.

## Семья
С 1739 года был женат на троюродной сестре, княгине Марианне Огинской (ум. 1763), дочери воеводы виленского Казимира Доминика Огинского, в браке с которой имел двух сыновей Матеуша и Алоизия.